# Save Rock and Roll
Save Rock and Roll — пятый студийный альбом американской рок-группы Fall Out Boy, выпущен 16 апреля 2013 года на лейбле Island Records.

## Об альбоме
После нескольких гастролей и неоднозначных реакций фанатов на четвёртый альбом Folie A Deux (2008) участники Fall Out Boy решили сделать перерыв в конце 2009 года. Во время перерыва каждый член группы преследовал отдельные музыкальные интересы.
После нескольких попыток реформирования, альбом был записан в тайне, в Rubyred Recordings в Венеции, штат Калифорния в течение осени 2012 года. Особенными гостями стали музыканты Foxes, Big Sean, Кортни Лав и Элтон Джон. О Save Rock and Roll впервые было объявлено в феврале 2013 года вместе с датой тура и клипа на сингл «My Songs Know What You Did in the Dark (Light Em Up)».
Для каждой композиции альбома группа снимает видеоклип с общим названием The Young Blood Chronicles. Тем самым получается, что это один полноценный фильм-альбом из 11 частей. Также группа Twenty One Pilots участвовала в туре в поддержку этого альбома.

## Список композиций
| №   | Название                                               | Длительность |
| --- | ------------------------------------------------------ | ------------ |
| 1.  | «The Phoenix»                                          | 4:04         |
| 2.  | «My Songs Know What You Did in the Dark (Light Em Up)» | 3:08         |
| 3.  | «Alone Together»                                       | 3:23         |
| 4.  | «Where Did the Party Go»                               | 4:03         |
| 5.  | «Just One Yesterday» (при участии Foxes)               | 4:04         |
| 6.  | «The Mighty Fall» (при участии Big Sean)               | 3:32         |
| 7.  | «Miss Missing You»                                     | 3:30         |
| 8.  | «Death Valley»                                         | 3:46         |
| 9.  | «Young Volcanoes»                                      | 3:24         |
| 10. | «Rat a Tat» (при участии Кортни Лав)                   | 4:02         |
| 11. | «Save Rock and Roll» (при участии Элтона Джона)        | 4:41         |